# Jeannine Mabunda
Jeanine Mabunda Lioko Mudiayi (ur. 10 kwietnia 1964 w Kinszasie) – kongijska prawniczka i polityczka. Pierwsza kobieta przewodnicząca Zgromadzeniu Narodowemu Demokratycznej Republiki Konga.

## Życiorys

### Młodość, edukacja i kariera zawodowa
Mabunda urodziła się 10 kwietnia 1964 w Kinszasie, stolicy kraju. Jej rodzina pochodzi z dawnej Prowincji Równikowej i obecnej prowincji Mongala. Dorastała w Belgii, gdzie jej rodzina przeprowadziła się, gdy miała 5 lat.
W 1987 roku ukończyła studia prawnicze na Université catholique de Louvain w Belgii. Studiowała również na ICHEC Brussels Management School.
W 1988 roku rozpoczęła pracę w Citibanku jako doradczyni klienta. Od 2002 roku przez pięć lat kierowała kongijską organizacją odpowiedzialną za promocję przemysłu Fonds de promotion de l'industrie. W latach 1993–1995 pracowała w spółce African System (ASYST), a w latach 1997–2000 była doradczynią prezesa Centralnego Banku Konga. W tym charakterze brała udział w negocjacjach między bankiem centralnym a instytucjami systemu z Breton Woods, a mianowicie Bankiem Światowym i Międzynarodowym Funduszem Walutowym, w sprawie polityki rozwoju.

### Działalność polityczna
Była doradczynią Josepha Kabili; doradzała mu w sprawach walki z przemocą seksualną oraz walki z rekrutacją dzieci żołnierzy. Pełniła również funkcję ministra ds. aktywów państwowych w latach 2007–2012. Od 2005 roku jest członkinią Parti du Peuple pour la Reconstruction et la Démocratie oraz przewodniczącą jej kobiecej frakcji.
Z powodzeniem kandydowała w wyborach do Zgromadzenia Narodowego Republiki Konga w 2011 roku. Uzyskała reelekcję w wyborach do Zgromadzenia Narodowego Republiki Konga w 2017 roku. 24 kwietnia 2019 została wybrana przewodniczącą Zgromadzenia Narodowego zdobywając 375 z 383 oddanych głosów (ponad 100 członków parlamentu zbojkotowało głosowanie). Była jedyną kandydatką, kandydat opozycji został uznany za niespełniającego odpowiednich warunków. Wiceprzewodniczącymi zostali Jean Marc Kabund oraz Balamage. Została pierwszą kobietą wybraną na to stanowisko. Philomène Omatuku Atshakawo Akatshi pełniła obowiązki przewodniczącej przez kilka miesięcy kilka lat wcześniej. Pełniła to stanowisko do 10 grudnia 2020. 15 grudnia 2023 roku zakończyła karierę polityczną.

### Pozostała działalność
Od 2013 roku jest członkiem rady dyrektorów spółki wydobywczej Randgold Resources. W wydaniu z 28 grudnia 2014 czasopismo Jeune Afrique wymieniło ją wśród 50 najbardziej wpływowych afrykańskich kobiet.

### Życie prywatne
Jeannine Mabunda jest mężatką.